# Papenbruch
Papenbruch ist ein Ortsteil der Gemeinde Heiligengrabe im Landkreis Ostprignitz-Ruppin in Brandenburg.

## Geographie
Durch den Ort verläuft die Landesstraße L 145. Die A 24 verläuft 1,5 km entfernt nördlich und die A 19 verläuft 2 km entfernt östlich.

## Persönlichkeiten
- Der Orgelbaumeister Friedrich Hermann Lütkemüller, der am 16. Februar 1815 im Pfarrhaus Papenbruch geboren wurde. In der Dorfkirche steht eine von seinem Schüler Albert Hollenbach im Jahr 1902 gebaute Orgel.

## Sehenswürdigkeiten
- In Papenbruch ist der Schaugarten „Arche“ zu finden, welcher von Mai bis Oktober geöffnet ist.[1]